# Bukonys

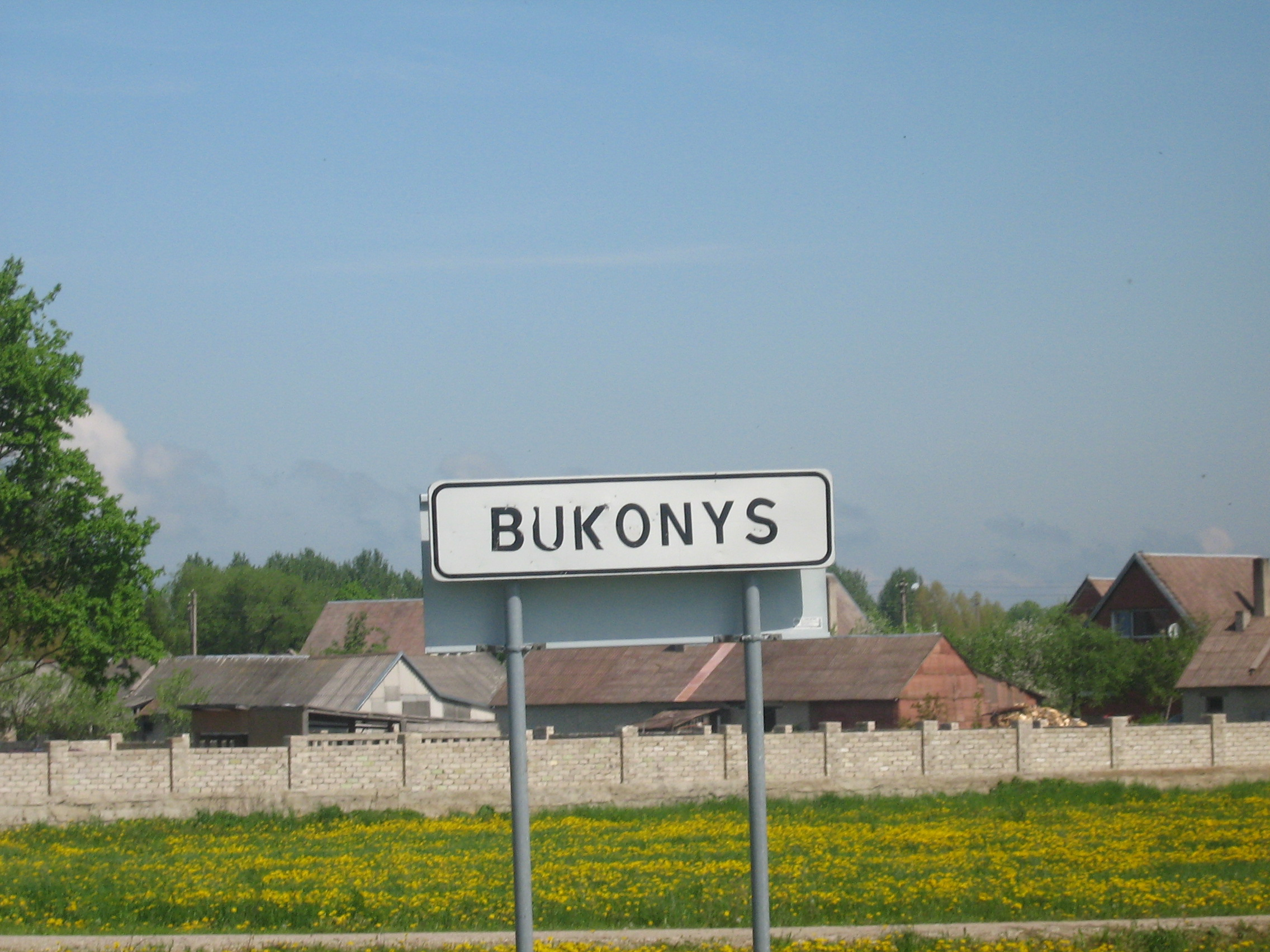
Schild

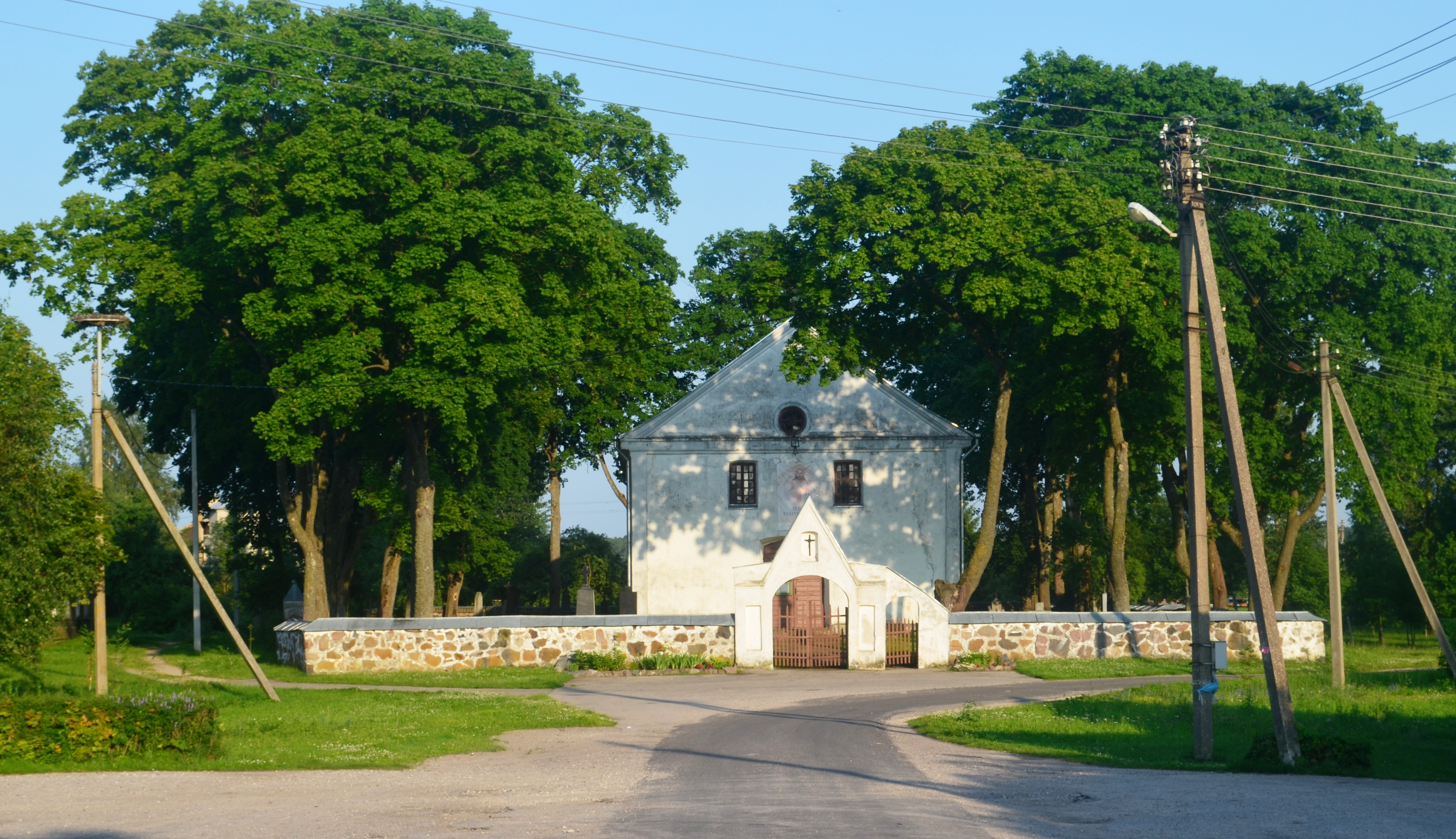
Hl. Erzengel-Michael-Kirche Bukonys, 1829

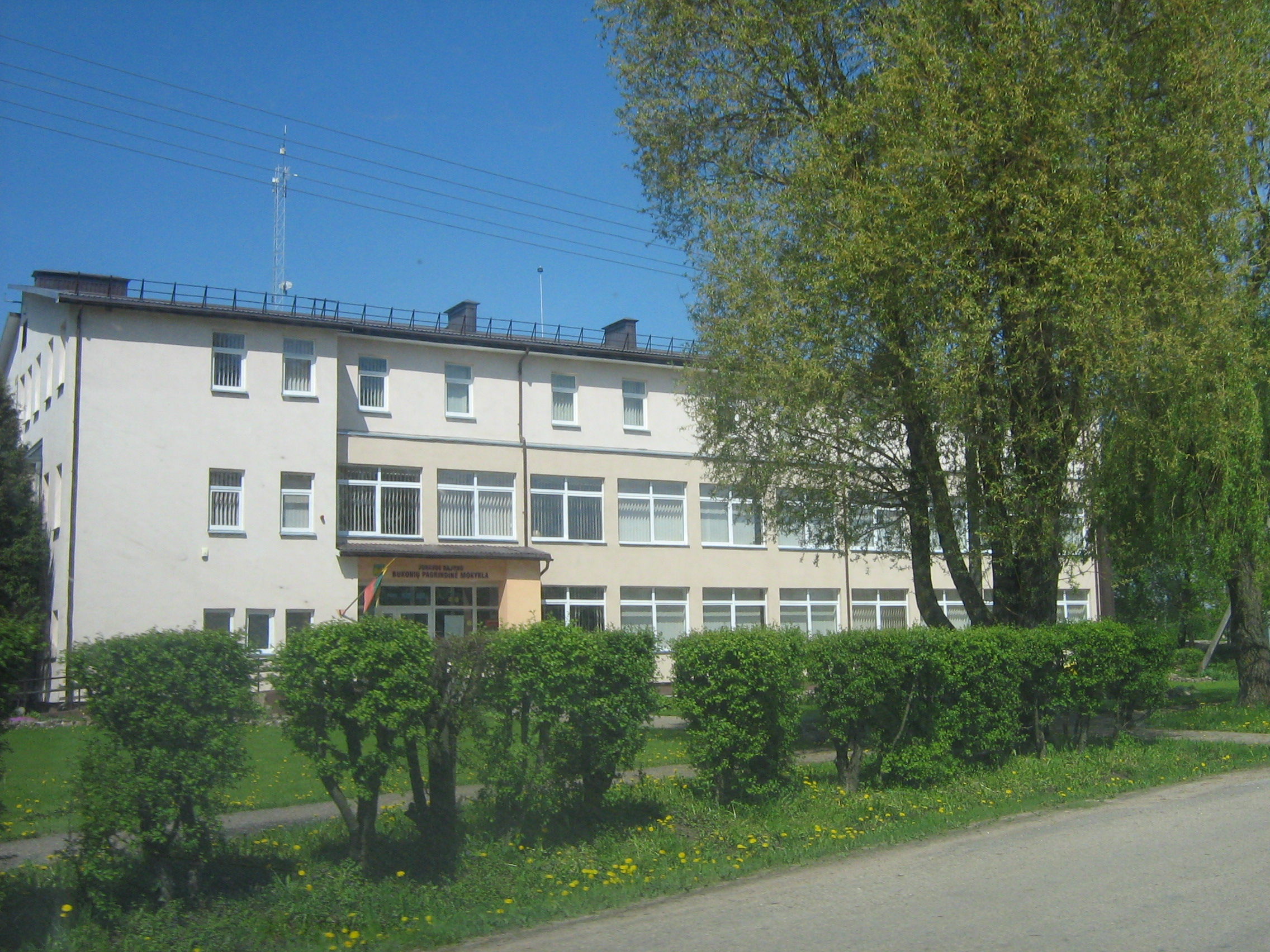
Hauptschule

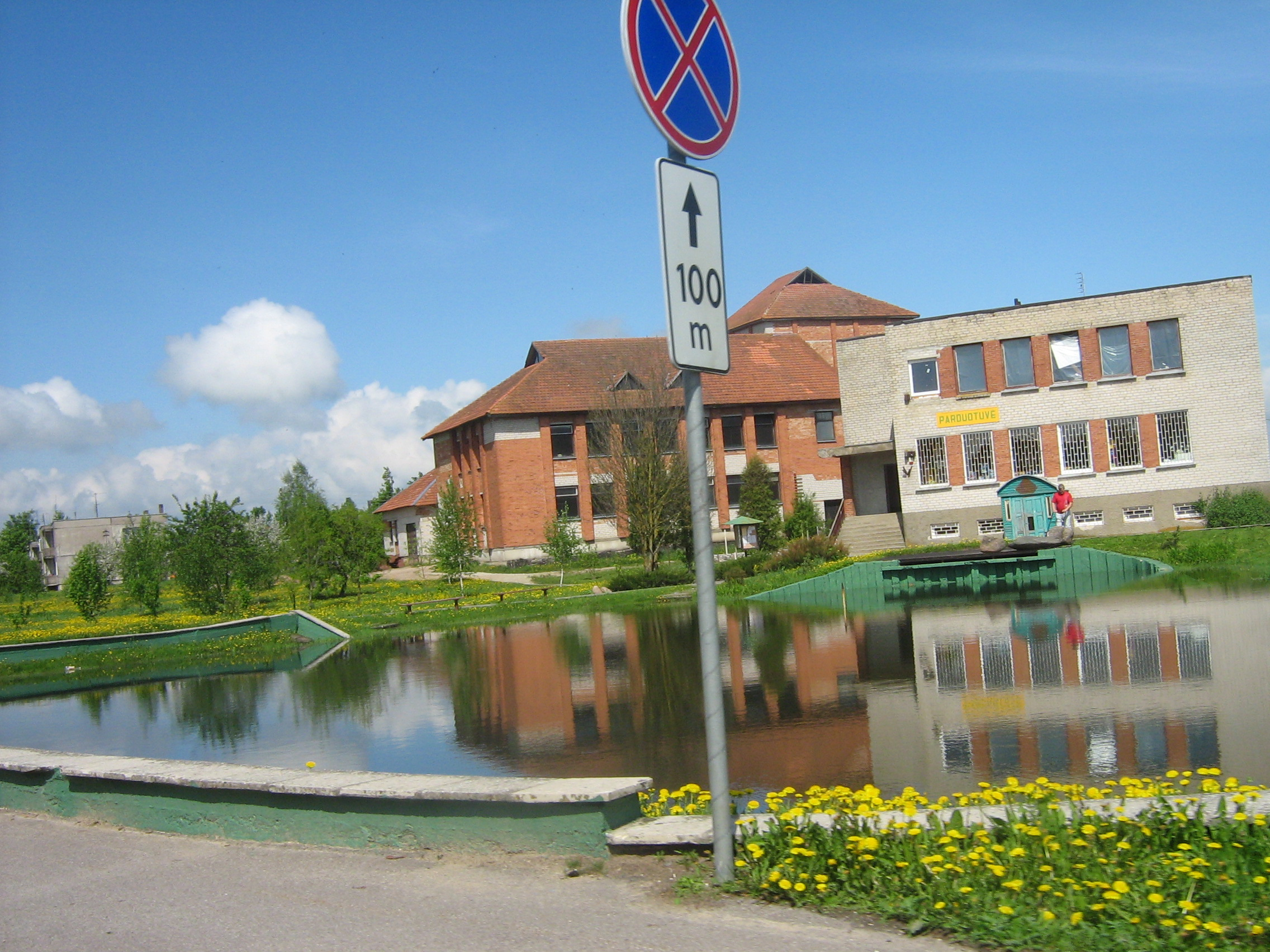
Teich

Bukonys ist ein Dorf mit 553 Einwohnern in der Rajongemeinde Jonava, an der Landstraße KK145. Es ist das Zentrum des Amtsbezirks Bukonys (1910 Einwohner) und der katholischen Pfarrgemeinde und besteht aus zwei Unteramtsbezirken (Bukonys I und Bukonys II).
Es gibt Hauptschule, Bibliothek, Post (LT-55075), Hl. Erzengel-Michael-Kirche Bukonys (gebaut 1829), den Friedhof Bukonys (im Osten) und den Gutshof Bukonys.

## Geschichte
Das Dorf ist bekannt seit dem 16. Jahrhundert an der wichtigen Landstraße Sankt Petersburg–Warschau. Im 19. Jahrhundert beim Bau einer neuen  Landstraße blieb Bukonys am Rand. 1921 lernten 32 Schüler in der Grundschule Bukonys (damals Gebiet Panoteriai, Bezirk Ukmergė). Die Schule war im Gutshof, der 1584 gebaut wurde.
1923 gab es 242 Einwohner, davon 53 im Gutshof. Von 1950 bis 1992 war Bukonys Zentralsiedlung des Sowchos Bukonys.